# حق تقدم عبور با شما
حق تقدم عبور با شما جزء نشان‌های بازدارنده یا انتظامی راهنمایی و رانندگی است. این تابلو بدین معناست که حق تقدم عبور با شماست و راننده مقابل باید به شما اجازه عبور بدهد. این نشان در ایران نیز رایج است.